# Vrienden van de Olifant
Vrienden van de Olifant is een non-profitorganisatie die zich inzet voor de bescherming van Aziatische en de Afrikaanse olifanten, en in het bijzonder voor de hulp aan weesolifantjes. De organisatie is op 29 juni 1995 opgericht door Rob Faber, een datum die overeenkomt met de verjaardag van Prins Bernhard. Hiermee wilden de oprichters hem eren voor wat hij heeft gedaan voor de bescherming van olifanten. De organisatie staat sinds 2008 in het ANBI-register, en het secretariaat is gevestigd in Hoofddorp.

## Activiteiten
De belangrijkste activiteiten zijn het steunen van het olifantjesweeshuis Elephant Transit Home op Sri Lanka, het olifantjesziekenhuis ETH Medical Centre, de weesolifantjes bij GRI in Zambia en de weesolifantjes van de SWT in Kenia. Vrienden van de Olifant heeft een peetouderprogramma waarmee mensen voor een maandelijks bedrag een weesolifant kunnen sponsoren. Dit geld gaat naar de verzorging van de olifant, in ruil daarvoor krijgen de donateurs foto's toegestuurd en updates over hoe het met hun olifant gaat.
Met het rehabiliteren van olifanten werkt de stichting met een "hands-off" beleid, waarbij de verzorgers een aanschouwende rol aannemen maar weinig fysiek contact hebben met de weesolifanten. De olifanten leven in een natuurgebied waar ze onderling sociaal contact hebben en ook contact kunnen maken met oudere, in het wild levende olifanten. Het uiteindelijke doel van deze opvoeding is dat de olifanten in het wild kunnen worden vrijgelaten en in een bestaande kudde integreren. Het Elephant Transit Home heeft tussen 2003 en 2010 al 65 olifanten kunnen vrijlaten.
Voor peetouders van olifanten van het Elephant Transit Home op Sri Lanka is er een samenwerkingsprogramma met een diervriendelijke reisorganisatie, waardoor peetouders hun weesolifant ook in persoon op kunnen zoeken.
Naast het welzijn van olifanten in het buitenland is Vrienden van de Olifant ook betrokken met het welzijn van olifanten in Nederlandse dierentuinen.